# آدم أوبل
آدم أوبل (9 مايو 1837 - 8 سبتمبر 1895) هو مؤسس شركة السيارات الألمانية آدم أوبل إيه جي.

## حياته
وُلد آدم أوبل في التاسع من مايو عام 1837 في مدينة روسلسهايم لعائلة متواضعة، كان والده فيلهلم يعمل في صناعة الأقفال. تعلم أوبل منذ صغره مهنة والده، وبدأ تدريبه في ورشته حتى بلغ العشرين من عمره. في ذلك الوقت، حصل على تصريح سفر، مما أتاح له فرصة التنقل واكتساب مهارات جديدة.
بدأ أوبل رحلته التدريبية في بلجيكا، متنقلًا بين مدن لييج وبروكسل، وصولًا إلى باريس في منتصف عام 1858. هناك، اكتشف اختراعًا جديدًا أثار اهتمامه بشدة، وهو ماكينة الخياطة. وفي عام 1859، قرر أوبل العمل مع أحد صانعي ماكينات الخياطة في باريس، بهدف التعمق في فهم هذه التقنية المبتكرة وتعلم أسرار صناعتها.
لم يكن آدم وحده في سعيه لاكتساب المعرفة؛ فقد انضم إليه شقيقه الأصغر جورج في باريس، حيث عملا معًا لاستيعاب تقنية ماكينات الخياطة. بعد سنوات من التعلم والممارسة، عاد آدم أوبل إلى مدينته روسلسهايم في عام 1862.
بعد عودته إلى روسلسهايم، عرض عم أوبل عليه استخدام حظيرة أبقار غير مستخدمة لتحويلها إلى ورشة صغيرة لتصنيع ماكينة الخياطة الخاصة به. وبالفعل، بدأ أوبل الإنتاج، وإن كان بوتيرة بطيئة. وفي عام 1863، عاد شقيقه جورج من فرنسا لينضم إليه في العمل، مما ساعد على تسريع الإنتاج.
بحلول أبريل 1867، بدأ آدم أوبل في التخطيط لإنشاء مصنع جديد مكون من طابقين بالقرب من محطة السكك الحديدية لتوسيع أعماله. ومع ذلك، واجه تحديًا كبيرًا عندما توفي والده في نفس العام. لكنه واصل جهوده في تطوير شركته. ألحق بمنشآته الجديدة منزلاً حديثًا وتزوج من صوفي شيلر، ابنة عائلة معروفة تمتلك بيتًا للضيافة ومصنعًا للجعة.
لعبت صوفي دورًا كبيرًا في دعم أوبل وشركته، حيث أحضرت معها مهرًا كبيرًا استثمرته في المصنع. ولم تكتفِ بذلك، بل أقنعت اثنتين من أخواتها بالاستثمار في المشروع أيضًا. بفضل هذه الاستثمارات، تمكن أوبل من شراء محرك بخاري جديد، مما ساهم بشكل كبير في توسيع قدرات الشركة الإنتاجية.
في عام 1870، قدمت الشركة ماكينة خياطة جديدة حملت اسم "صوفيا"، تكريمًا لزوجته صوفي التي كانت شريكته وداعمة أساسية في نجاح أعماله
في ثمانينيات القرن التاسع عشر، شهد إنتاج ماكينات الخياطة طفرة كبيرة بفضل التوسع المطرد في مصنع عائلة أوبل. وبحلول عام 1899، تجاوز عدد الماكينات المُصنَّعة نصف مليون ماكينة، مما عزز مكانة الشركة في سوق ماكينات الخياطة. واستمر النجاح حتى وصل الإنتاج إلى المليون ماكينة في عام 1911. ومع ذلك، لم يكن ذلك العام خاليًا من الأزمات، حيث اندلع حريق مدمر التهم جزءًا كبيرًا من المصنع.
رغم هذا الإنجاز الكبير، وجد الأخوان أوبل أنفسهم أمام تحدٍ جديد. فمع مرور الوقت، أصبحت ماكينات الخياطة أقل ربحية نتيجة تحولها إلى سلعة منتشرة ومتواضعة القيمة في السوق. أدرك الأخوان أن استمرار التركيز على هذا المنتج لم يعد مجديًا من الناحية التجارية. لذلك، اتخذوا قرارًا استراتيجيًا بالتخلي عن إنتاج ماكينات الخياطة تمامًا.
في محاولة لإعادة توجيه جهودهم نحو منتجات أكثر ربحية، قرر الأخوان أوبل التوسع في مجالات جديدة، وهي تصنيع الدراجات والسيارات. هذا التحول كان بمثابة نقطة انطلاق جديدة للشركة، حيث بدأوا في دخول صناعات أكثر ابتكارًا وتطورًا، والتي من شأنها أن تمهد الطريق لشهرة علامة أوبل في المستقبل.
كان لآدم وصوفي أوبل خمسة أبناء: كارل، ويلهلم، هاينريش، فريدريش، ولودفيج، الذين كرسوا جهودهم بالكامل لتطوير صناعة الدراجات. ومع وفاة آدم أوبل، أصبحت صوفي، التي كانت المساهم الرئيسي في الشركة، القوة الدافعة وراء المشاريع العائلية، وقادت مع أبنائها مسار التحول نحو صناعة السيارات، الذي أصبح لاحقًا حجر الزاوية لشهرة أوبل العالمية.
بدأت علاقة العائلة بالدراجات الهوائية عندما شاهد آدم أوبل في باريس دراجة عالية العجلات أثارت فضوله. فطلب مجموعة من الأجزاء من إنجلترا وقرر تجميع الدراجة بنفسه. لكن عندما حاول استخدامها لأول مرة، كانت النتيجة كارثية، حيث وصف التجربة بأنها تجربة مع "دراجة مكسّرة العظام". وقرر حينها الابتعاد عن هذا المجال نهائيًا.

غير أن رأي أوبل تبدل لاحقًا بفعل عاملين رئيسيين. الأول، أنه أدرك سريعًا سهولة بيع الدراجات الهوائية وتحقيق أرباح أعلى بكثير من تلك التي كان يجنيها من صناعة ماكينات الخياطة. والثاني، كان توسلات أبنائه الخمسة المستمرة لإقناعه بشراء دراجات هوائية لهم. دفعت هذه العوامل أوبل لإعادة النظر، ليبدأ رحلة جديدة في صناعة الدراجات، التي سرعان ما أصبحت من أهم ركائز نجاح الشركة.

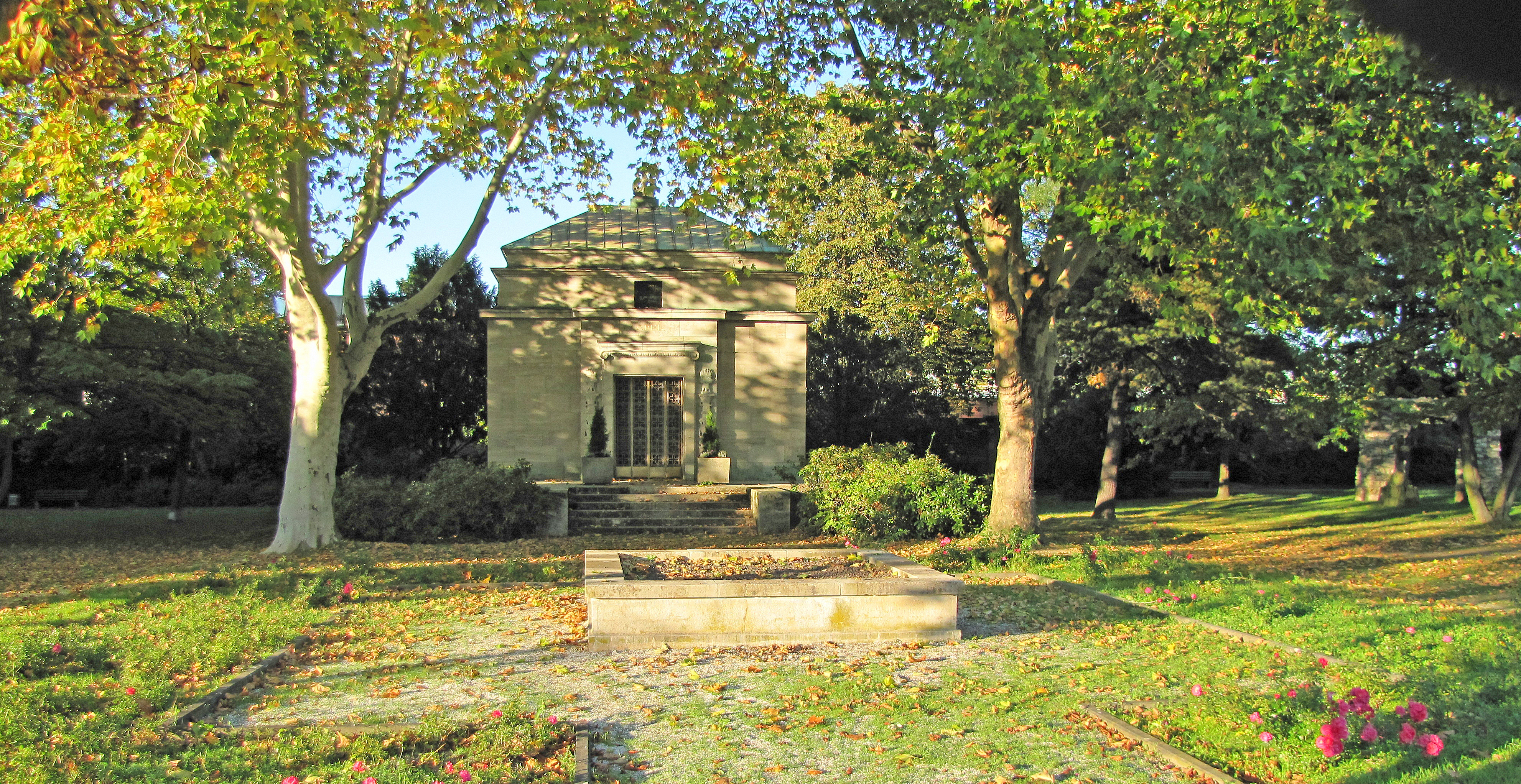
ضريح أوبل في روزلسهايم.

بحلول عام 1886، تمكنت عائلة أوبل من إنتاج أول دراجة خاصة بهم، وفي العام التالي، سافر الابن الأكبر، كارل أوبل، إلى إنجلترا لدراسة الصناعة الناشئة عن قرب، وجلب معه عينات من أحدث التصميمات الرائدة. كانت هذه الخطوة بمثابة الشرارة التي دفعت عائلة أوبل إلى البدء في إنتاج متقدم للدراجات بحلول نهاية عام 1887، بما في ذلك الأنواع ذات العجلات المنخفضة والدراجات الثلاثية.
مع ازدياد شعبية الدراجات، اعتمد عشاق وسائل النقل الحديثة على منتجات أوبل التي كانت تقدم أحدث الابتكارات والتصميمات الرائدة في ألمانيا. لم يكن الأمر مجرد إنتاج للدراجات؛ فقد أصبح الإخوة أوبل أنفسهم جزءًا من هذه الحركة، حيث كانوا جميعًا متسابقين موهوبين وحاصلين على جوائز في سباقات الدراجات. 
لم يعش آدم أوبل ليرى السيارات التي تصنعها الشركة التي أسسها. توفي في عام 1895. نصت وصيته على إنشاء منظمة جديدة للشركة، حيث كانت أرملته صوفي تمتلك الحصة الأساسية فيها وكان لابنيه الأكبر حصة أقل.
واجهت شركة أوبل أولى أزماتها الكبرى في عام 1898، عندما تعرض سوق الدراجات لانكماش مفاجئ نتيجة التوسع المفرط من قبل العديد من مصنعي الدراجات. كان هذا الانهيار اختبارًا لقدرة الشركة على الصمود، لكنها تمكنت من تجاوز الأزمة بفضل تقديم منتجات جديدة حافظت على استمرارية العمل. وظلت الشركة قادرة على الحفاظ على أكثر من 1500 موظف، معظمهم نشأوا وتدربوا في صناعة الدراجات مع أوبل.
شهد مصنع الدراجات توسعًا هائلًا على مر السنوات، ليصبح في النهاية الأكبر من نوعه بحلول منتصف عشرينيات القرن العشرين. وصلت الطاقة الإنتاجية إلى 4000 دراجة يوميًا، مما جعل أوبل رائدة في مجال الصناعة. كما استثمرت الشركة في معدات متطورة، مثل أنظمة الطلاء والطلاء الأوتوماتيكية التي تم تشغيلها في قاعات مغلقة بعناية لضمان معايير نظافة مثالية، وهو ما عكس التزام الشركة بالجودة والابتكار في منتجاتها.
مع حلول ثلاثينيات القرن العشرين، شهدت شركة أوبل تغييرات جذرية نتيجة التحولات الاقتصادية والسياسية. في سلسلة من الصفقات التي أبرمت بين عامي 1929 و1931، قررت عائلة أوبل بيع شركتهم، آدم أوبل إيه جي، لشركة جنرال موتورز، مما جعلها شركة تابعة لهذه المجموعة الأمريكية العملاقة.
في عام 1936، اتخذت أوبل قرارًا تاريخيًا آخر ببيع مصنع الدراجات الخاص بها إلى شركة إن إس يو، التي كانت تقع في نيكارسولم وبدأت هي الأخرى في تصنيع الدراجات بالتزامن مع أوبل في القرن التاسع عشر. على مدار تاريخها في صناعة الدراجات، وتحت مسميات متعددة للشركة، تمكنت أوبل من إنتاج 2.5 مليون دراجة.